# Комсомольське (Карасуський район)
Комсомо́льське (каз. Комсомол) — село у складі Карасуського району Костанайської області Казахстану. Адміністративний центр Ільїчівського сільського округу.
Населення — 654 особи (2021; 649 у 2009, 695 у 1999, 1067 у 1989).